# Élections législatives de 1912 aux îles Féroé
Les élections générales féroïennes se sont tenues le 2 février 1912. Elles ont donné la victoire au Parti de l'union qui remporte 13 des 20 sièges composant le Løgting des Îles Féroé. Elles ont été marquées néanmoins par une baisse sensible de la participation, profitant au Parti de l'autogouvernement.

## Résultats
| Parti | Parti                       | Voix | %     | +/-        | Sièges | +/-        |
| ----- | --------------------------- | ---- | ----- | ---------- | ------ | ---------- |
|       | Parti de l'union            | 459  | 52,34 | 19,95      | 13     | stagnation |
|       | Parti de l'autogouvernement | 365  | 41,62 | 17,15      | 7      | stagnation |
|       | Indépendants                | 53   | 6,04  | 2,6        | 0      | stagnation |
| Total | Total                       | 877  | 100   | stagnation | 20     | stagnation |